# Gilberto Carlos Nascimento
Gilberto Carlos Nascimento (São Paulo, 14 juni 1966) is een voormalig Braziliaans voetballer.

## Braziliaans voetbalelftal
Betinho debuteerde in 1988 in het Braziliaans nationaal elftal en speelde 1 interland.